# Repositori científic
Els repositoris cientìfics són dipòsits electrònics de publicacions científiques. Les revistes científiques més valorades actualment estan incloses en portals científics que són d'obligada consulta per a qualsevol investigador: [Web of Knowledge (WOK) Sciverse-Scopus, ScienceDirect, IEEE més conegut com (IE3), Wiley Interscience, EBSCOhost, i bases de dades del CSIC.
Totes aquestes són de caràcter interdisciplinari i són les que més es consulten a Espanya. Hi ha moltes més bases de dades i algunes molt especialitzades, que són essencials per a professionals d'aquestes matèries com PubMed, per a la comunitat de recerca de Biomedicina i Ciències de la Salut, o CAS_ACS (Chemical Abstracts de l'American Chemical Association), per a la centrada en la química.

## Tipus[calcitació]
La majoria són portals "de pagament" de manera que hi ha moltes persones que no tenen accés a ells, inclòs el personal investigador que treballa per a empreses, laboratoris, o centres amb escassos recursos econòmics que no poden pagar l'accés a aquestes plataformes.
En els últims anys ha sorgit un moviment (Open Access) de repositoris gratuïts i públics que proporcionen una enorme difusió. L'origen d'aquest moviment està en el fet que les universitats i centres de recerca es trobaven amb la contradicció que ells eren els que pagaven la investigació i la publicació però perdien els drets sobre el material publicat.

## Exemples[calcitació]
Les més importants al món són:
- PLoS,(Public_Library_of_Science)
- ArXiv,
- PubMed Central,
- BioMed Central

A l'Estat Espanyol:
- RECOLECTA -Recolector de Ciencia Abierta.

Es tracta d'una plataforma que agrupa tots els repositoris científics nacionals i que proveeix de serveis, tant als gestors de repositoris com als investigadors.
- Dialnet
- TDR: Tesis Doctorals en Xarxa. és el primer dels repositoris que es va crear, en 1999, per a tesis doctorals. TDR forma part de la Networked Digital Library of Theses and Dissertations, biblioteca digital de tesis doctorals electròniques d'àmbit internacional.
- I-Revistas.
- I-Prints Complutense
- i-Ciència
- RIA- Repositori Institucional d'Astúries

En català:
- RECERCAT Arxivat 2014-04-20 a Wayback Machine.

L'any 2005 es va crear RECERCAT, (Dipòsit de la Recerca de Catalunya) és un dipòsit cooperatiu de documents digitals que inclou la literatura de recerca de les universitats i dels centres d'investigació de Catalunya, com ara articles encara no publicats(preprints), comunicacions a congressos, informes de recerca, working papers, projectes de final de carrera, memòries tècniques, etc.
La principal finalitat de RECERCAT és fer més visible la recerca que es duu a terme a Catalunya i alhora contribuir al moviment mundial de dipositar la producció acadèmica i de recerca a la xarxa de franc, endegat per les institucions que financen la recerca, per tal de crear alternatives al paradigma de pagar per tenir accés a informació que s'ha elaborat en la mateixa institució.
Altres repositoris:
- Dipòsit Digital de la UB -Universitat de Barcelona http://diposit.ub.edu
- DDD: dipòsit digital de documents de la UAB -Universitat Autònoma de Barcelona https://ddd.uab.cat/
- UPCommons- Universitat Politècnica de Catalunya http://upcommons.upc.edu/
- e-Repositori de la UPF -Universitat Pompeu Fabra http://repositori.upf.edu/
- DUGi- Universitat de Girona http://dugi.udg.edu
- Repositori Obert de la UdL Universitat de Lleida http://repositori.udl.cat
- O2, l'Oberta en obert- Universitat Oberta de Catalunya http://openaccess.uoc.edu
- Repositori Universitat Jaume I -Universitat Jaume I http://repositori.uji.es/xmlui
- RODERIC Universitat de València http://roderic.uv.es/
- TDX (Tesis Doctorals en Xarxa) http://www.tdx.cat
- MDX (Materials Docents en Xarxa) http://www.mdx.cat
- RACO (Revistes catalanes amb Accés Obert) http://www.raco.cat
- MDC (Memòria Digital de Catalunya) http://www.cbuc.cat/mdc%5BEnllaç+no+actiu%5D